# Bundesautobahn 17
Bundesautobahn 17 (em português: Auto-estrada Federal 17) ou A 17, é uma auto-estrada na Alemanha.
A Bundesautobahn 17 tem 44,75 km de comprimento.

## Estados
Estados percorridos por esta auto-estrada:
- Saxônia